# Bupleurum hamiltonii
Bupleurum hamiltonii là một loài thực vật có hoa trong họ Hoa tán. Loài này được N.P.Balakr. mô tả khoa học đầu tiên năm 1967.